# 圣维多利亚
圣维多利亚是巴西米纳斯吉拉斯州的一个市镇。总面积3002.817平方公里，总人口15492人，人口密度5.2人/平方公里。